# Ondřej Pažout
Ondřej Pažout (* 1. Juli 1998 in Turnov) ist ein tschechischer Nordischer Kombinierer. Er nahm für Tschechien an den Olympischen Winterspielen 2018 und 2022 teil.

## Werdegang
Pažout nahm an den Olympischen Jugend-Winterspielen 2016 in Lillehammer teil und konnte am 16. Februar die Silbermedaille in Einzelwettbewerb hinter den Deutschen Tim Kopp und den US-Amerikanern Ben Loomis. In der Saison 2015/16 debütierte er am 4. März 2016 im Weltcup der Nordischen Kombination. Beim Mannschaftswettbewerb in Schonach belegte er gemeinsam mit Lukáš Daněk, Miroslav Dvořák und Tomáš Portyk den achten Platz.
In der Saison 2016/17 startete er am 26. November 2016 zum ersten Mal bei einem Einzelrennen im Weltcup. Beim Gunderson-Wettbewerb von der Großschanze in Ruka sammelte er durch seinen 27. Platz seine ersten Weltcuppunkte. Mit diesen vier Punkten belegte er am Ende der Saison im Gesamtweltcup der Nordischen Kombination den 64. Platz.
Er nahm an den Junioren-Weltmeisterschaften 2018 im schweizerischen Kandersteg teil und gewann am 30. Januar 2018 die Goldmedaille im Gundersenwettbewerb von der Normalschanze und über 10 Kilometer. Zudem konnte er sich für die Olympischen Winterspiele 2018 in Pyeongchang qualifizieren und wurde vom Český olympijský výbor für die Olympischen Spiele qualifiziert. In den Einzelwettbewerben von der Normalschanze und der Großschanze belegte er den 34. und 37. Platz. Am 22. Februar 2018 startete er gemeinsam mit Tomáš Portyk, Lukáš Daněk und Miroslav Dvořák im Team-Wettbewerb. Das Quartett belegte am Ende des Wettkampfes den achten Platz.
Bei den Nordischen Skiweltmeisterschaften 2019 in Seefeld belegte er den 36. Platz im Gundersen Einzel von der Normalschanze sowie den 40. Platz von der Großschanze. Mit dem Team wurde er Neunter.
Im Sommer 2019 erreichte Pažout regelmäßig die Punkteränge im Grand Prix. Seine beste Einzelplatzierung stellte dabei der zwölfte Rang beim Gundersen Einzel in Planica dar. In der Gesamtwertung belegte er den 23. Platz. Anfang Oktober wurde er tschechischer Meister vor Tomáš Portyk und Lukáš Daněk.

## Statistik

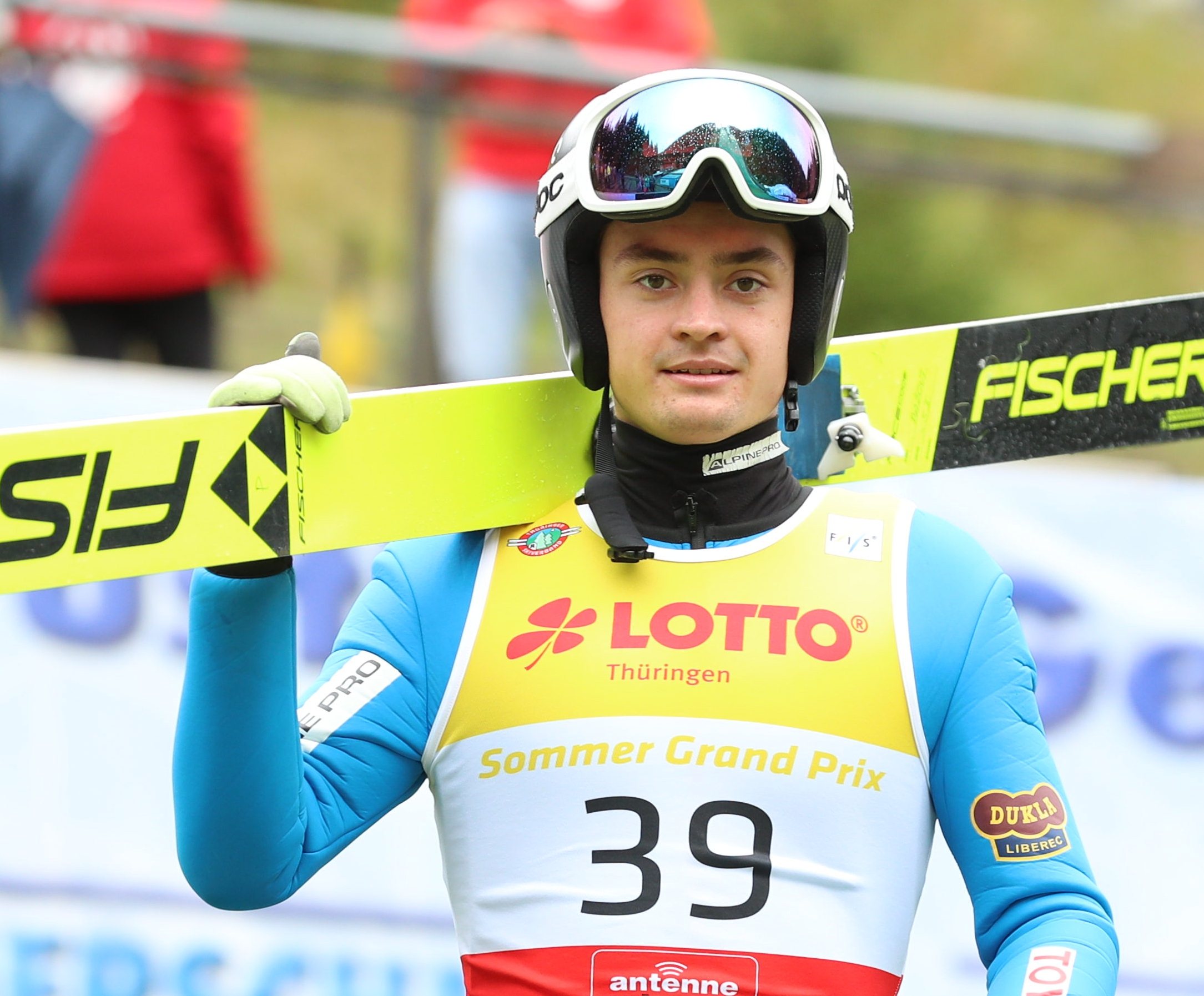
Pažout beim Sommer Grand Prix 2021 in Oberhof und Steinbach-Hallenberg

### Teilnahmen an Olympischen Winterspielen
| Jahr und Ort     | Wettbewerb   | Wettbewerb   | Wettbewerb | Wettbewerb |
| Jahr und Ort     | Gundersen NS | Gundersen GS | Team       |            |
| ---------------- | ------------ | ------------ | ---------- | ---------- |
| 2018 Pyeongchang | 34.          | 37.          | 07.        |            |
| 2022 Peking      | 29.          | 29.          | 07.        |            |

### Teilnahmen an Weltmeisterschaften
| Jahr und Ort    | Wettbewerb   | Wettbewerb   | Wettbewerb | Wettbewerb |
| Jahr und Ort    | Gundersen NS | Gundersen GS | Team       | Teamsprint |
| --------------- | ------------ | ------------ | ---------- | ---------- |
| 2017 Lathi      | —            | 46.          | 11.        | —          |
| 2019 Seefeld    | 36.          | 40.          | 09.        | —          |
| 2021 Oberstdorf | 13.          | 24.          | 08.        | 07.        |
| 2023 Planica    | 21.          | 26.          | 09.        | —          |

### Weltcup-Platzierungen
| Saison  | Platz | Punkte |
| ------- | ----- | ------ |
| 2016/17 | 64.   | 04     |
| 2019/20 | 43.   | 16     |
| 2020/21 | 49.   | 08     |
| 2021/22 | 54.   | 03     |

### Grand-Prix-Platzierungen
| Saison | Platz | Punkte |
| ------ | ----- | ------ |
| 2017   | 049.  | 14     |
| 2019   | 023.  | 77     |